# 鈴木美潮
鈴木 美潮（すずき みしお、1964年12月21日 - ）は、日本の女性ジャーナリスト。東京都出身。読売新聞東京本社政治部から文化部記者、メディア局編集委員などを経て、現職は読売新聞東京本社教育ネットワーク事務局専門委員。O型。
「日本特撮党」党首を称するほどの特撮ヒーロー番組のファンであり、それらの番組に出演した俳優達を招いたイベントを主催している。

## 略歴・人物
- 雙葉小学校・雙葉中学校・高等学校卒業。
- 1983年4月、法政大学法学部政治学科入学、のちに中退。
- 1984年に渡米し、1985年9月にボストン大学入学。在学中に、米国の連邦議会下院議員事務所でインターンを経験。
- 1987年5月にボストン大学卒業。
- 1987年9月にノースウェスタン大学大学院政治学専攻に入学し、1988年に政治学修士号取得。
- 1989年4月、読売新聞社に入社。
現在まで記者としての仕事をしているが、それと並行して、特撮好きということで「340プレゼンツ」と題して特撮出演俳優のトークライブイベントを主催している。
- 2003年10月放送開始の日本テレビ『イブニングプレス donna』でパーソナリティを担当。アナウンサーとの軽妙なトークは評価が高い。
- 2005年にNHKの政治記者と結婚。数多くの政治家や特撮役者達が訪れていた披露宴でヒーローショーを催してヒーロー宴と話題となった。
- 2006年4月放送開始の日本テレビ『ラジかるッ』で木曜日コメンテーターを担当。
- 2007年10月読売新聞政治部より、文化部へ異動。
- 大の酒好き。
- 2011年3月17日放送分から3月11日に発生した東北地方太平洋沖地震（東日本大震災）の被災者、今日本中で頑張っている方々に向けて、PON!レギュラー出演者がつらい時に励まされたり力をもらったりした思い出の歌を紹介するコーナー『がんばろう!ニッPON!! 〜届けたい、元気が出る歌〜』が設けられた。被災者ならび頑張っている方々に届けたい歌として「ウルトラマンガイア! / 田中昌之＆大門一也」を選んだ[2]。

## 340プレゼンツ
鈴木が主催する、特撮俳優、スーツアクター、アニメ・特撮ソング歌手のトークライブイベントである。友人であり俳優の酒井一圭が催す「酒井祭」にゲスト出演をしたのがスタートのきっかけ。新宿ロフトプラスワンで不定期の週末夜に行われるのが基本だが2005年9月、11月のアストロ球団関係の祭は平日に行われ、2005年12月・2006年1月、4月、8月はロフトプラスワンで開かれていない。
酒井同様『○○祭』と銘打つことが多いが、○○の部分は初期は主に戦隊の色で決めていて、例えば「戦隊の『赤』とは一体何なのか」と過去の戦隊のキャラクター設定などを分析をしつつ撮影裏話をしている。メインゲストは題名に関係する役者である。毎年8月は「赤祭」をするのが恒例。サプライズゲストで色とは関係をとわない出演者も出てくる。中には引退した役者、スーツアクターも来る。
2005年は鈴木の結婚のため若干ペースが落ちていたが翌年になりまたペースアップした。最近は戦隊だけでなく、『仮面ライダーシリーズ』や『アストロ球団』、『宇宙刑事シリーズ』などの『メタルヒーローシリーズ』、『プリキュアシリーズ』関連の祭も行われている。
主に第1部でメイン、メイン関連のサプライズゲストの話で、休憩を挟んで2部でサプライズゲストの話、分析の話、お楽しみ抽選会、変身ポーズ披露、そして主題歌の歌披露が基本だが場合によっては変わることもある。以前は飲食別で2000円程度だったが、最近は呼ぶゲストが多くなったということもあり、4000円にまで値上げするようになった。「青祭」での合田雅吏、「赤祭4」での金子昇、嶋大輔のようにメジャーとなった俳優なども呼ぶようになった。ほかにも現役に近いOBもメッセージを送ってくれる時もあり。
イベントでの注意喚起はしていないが告知されていないゲストのインターネットなどでの記載は原則として禁止されている。

### これまで開かれたイベント
- 2003年08月　「赤祭」出演：阪本良介、宍戸勝など
- 2003年11月　「兄祭」（兄弟キャラクターの兄を演じた役者）出演：西岡竜一朗、白川裕二郎など
- 2004年01月　「面祭」（仮面ライダー出演者）酒井一圭、飯島美穂など
- 2004年03月　「桃祭」出演：宮澤寿梨、柴田かよこ、勝村美香など[3]
- 2004年06月　「黄祭」出演：和泉宗兵、山本康平、高橋伸顕、本橋由香など[4]
- 2004年08月　「赤祭2」出演：阪本良介、宍戸勝、和田圭市、小川輝晃、岸祐二、西岡竜一朗など
- 2004年11月　「緑祭」出演：植村喜八郎、正岡邦夫、原田篤、倉貫匡弘など
- 2004年12月　「闇鍋祭」（2004年に参加した役者多数）
- 2005年02月　「みしおの部屋」出演：新堀和男、岡本美登など
- 2005年08月　「赤祭3」出演：阪本良介、宍戸勝、佐藤健太、和田圭市、小川輝晃、西岡竜一朗など
- 2005年09月　「アストロ球団祭〜一夜完全燃焼!!〜」出演：林剛史、弓削智久などアストロ球団メンバー9人
- 2005年11月　「アストロ球団356祭」出演：鈴木飛雄・上地雄輔・佐藤佑介
- 2005年12月　「アストロ球団完全燃焼祭」出演：弓削智久以外の8人
- 2006年01月　「アストロ球団なにわ13祭」出演：林剛史・鈴木飛雄
- 2006年02月　「青祭」出演：柴木丈瑠、谷口賢志、増島愛浩など[5]
- 2006年03月　「アストロ球団〜兄弟祭〜」出演：永山たかし、岡田太郎、鈴木飛雄、高山猛久（明智兄弟、伊集院兄弟）
- 2006年03月　「宙（そら）祭」（宇宙刑事シリーズのイベント）出演：大葉健二、渡洋史など
- 2006年04月　「アストロ球団なにわ57祭」出演：上地雄輔、永山たかし
- 2006年08月　「アストロ球団なにわ一か八か祭」出演：林剛史、岡田太郎
- 2006年08月　「赤祭4」出演：阪本良介、宍戸勝、和田圭市、佐藤健太、新堀和男など（赤役者や他役者を入れて総勢30人参加。）
- 2006年10月　「面祭2」出演：藤岡弘、、佐々木剛、千葉治郎、宮内洋、真樹千恵子、平山亨など
- 2007年03月　「次郎祭」出演：岡元次郎など
- 2007年08月　「赤祭5」出演：阪本良介、宍戸勝、和田圭市、佐藤健太、望月祐多、西岡竜一朗、高橋光臣、笠原紳司など
- 2007年11月　「長石祭」出演：長石多可男など
- 2007年12月　「闇鍋祭」
- 2008年02月　「次郎祭2」出演：岡元次郎など
- 2008年02月　「チーフ祭」出演：高橋光臣など
- 2008年03月　「特歌祭2〜5周年記念〜」出演：サイキックラバー、宮内タカユキ、高橋秀幸
- 2008年04月　「四十路祭」出演：阪本良介、佐久田脩、筒井巧、植村喜八郎、高野浩幸、高取ヒデアキ、Z旗、和田圭市など
- 2008年05月　「空祭」出演：村上弘明など
- 2008年05月　「超力祭」出演：宍戸勝など
- 2008年08月　「特歌祭3〜公開目前！Project.R集合〜」出演：サイキックラバー、高取ヒデアキ、谷本貴義
- 2008年08月　「赤祭6」出演：阪本良介、宍戸勝、新堀和男、和田圭市、小川輝晃、西岡竜一朗、垂水藤太、浜田治貴など
- 2008年09月　「913祭」出演：村上幸平
- 2008年10月　「忍祭」出演：筒井巧、串田アキラ、所宏吏
- 2008年11月　「特歌祭4〜.R歌姫集合〜」出演：サイキックラバー、Sister MAYO、五條真由美
- 2008年11月　「懐歌祭」出演：影山ヒロノブ、遠藤正明、高取ヒデアキ、谷本貴義
- 2008年12月　「闇鍋忘年会」
- 2009年01月　「次郎祭3」出演：岡元次郎など
- 2009年02月　「特歌祭5〜．R1周年記念〜」出演：サイキックラバー、大石憲一郎、Sister MAYO、高橋秀幸、谷本貴義
- 2009年02月　「懐歌祭2」出演：きただにひろし、高取ヒデアキ、Z旗、五條真由美、Sister MAYO
- 2009年05月　外伝「鈴木美潮君を励ます会」出演：時田優、阪本良介、筒井巧、所宏吏、高取ヒデアキ、Z旗、Sister MAYO、谷本貴義、高橋秀幸、いいんだよ!!グリーンだよ!!ズ
- 2009年07月　「夏歌祭〜ワッショイ！〜」出演：高取ヒデアキ、Z旗、Sister MAYO、高橋秀幸、谷本貴義
- 2009年07月　「特歌祭6「殿!!」」出演：サイキックラバー、高取ヒデアキ、串田アキラ
- 2009年08月　「赤祭7」出演：阪本良介、宍戸勝、垂水藤太、和田圭市、小川輝晃、新堀和男、成田ヒロ、高取ヒデアキ、及川奈央、浜田治貴、いいんだよ、グリーンだよズ
- 2009年10月　「超新星祭」出演：垂水藤太、植村喜八郎、石渡康浩、萩原佐代子、中田譲治など
- 2009年11月　「懐歌祭3」出演：影山ヒロノブ、遠藤正明、きただにひろし、高取ヒデアキ、谷本貴義
- 2009年11月　「名乗り祭」出演：新堀和男など
- 2009年12月　「特歌祭7〜特撮のクリスマス〜」出演：サイキックラバー、岩崎貴文、松原剛志
- 2010年02月　「歌姫的プリキュア祭」出演：五條真由美、うちやえゆか、沖佳苗、茂家瑞季、宮本佳那子、高取ヒデアキ、池田彩、工藤真由、榎本温子など
- 2010年03月　「五星祭」出演：和田圭市、羽村英、土屋圭輔など
- 2010年04月　「雅雅祭」出演：奥井雅美、Sister MAYO
- 2010年04月　「次郎祭4」出演：岡元次郎など
- 2010年05月　「特歌祭8〜天に届け！〜」出演：サイキックラバー、MoJo、高橋秀幸
- 2010年06月　「伊吹祭」出演：伊吹吾郎、サイキックラバー、高取ヒデアキなど
- 2010年07月　「隠れ祭」出演：小川輝晃、河合秀、広瀬仁美など
- 2010年08月　「特歌祭9〜公開直前！夏休みスペシャル〜」出演：サイキックラバー、NoB、Sister MAYO、さらに夏休みスペシャルゲスト
- 2010年08月　「赤祭8」出演：新堀和男、坂元亮介、垂水藤太、和田圭市、小川輝晃、宍戸勝など
- 2010年10月　「反逆祭〜下克上〜」出演：羽村英、広瀬仁美、河合秀、土屋大輔、土屋圭輔など
- 2010年10月　「TAP祭」出演：谷本貴義、うちやえゆか、村石有香
- 2010年11月　「歌祭外伝・五松祭」出演：五條真由美、松原剛志
- 2010年12月　「三兄弟祭」出演：串田アキラ、宮内タカユキ、MoJo
- 2010年12月　「特歌祭10〜忘年にVS」出演：サイキックラバー、高取ヒデアキ、谷本貴義
- 2011年03月　「次郎祭5」出演：岡元次郎など
- 2011年03月　「特歌・緊急バージョン・歌で元気を届けたい！今、わたしたちに出来ること」[6]出演：サイキックラバー、NoB、和田光司
- 2011年04月　「ごきげん料理祭」出演：きただにひろし
- 2011年04月　「歌祭外伝・五松祭2」出演：五條真由美、松原剛志
- 2011年05月　「宮葉祭」出演：宮葉勝行
- 2011年06月　「UTAP祭」出演：うちやえゆか、谷本貴義
- 2011年06月　「特歌祭12〜仕切り直し〜」出演：サイキックラバー、NoB、和田光司 、松原剛志
- 2011年06月　「籠島祭」出演：籠島裕昌、高取ヒデアキ、池田彩など
- 2011年07月　「小笠原祭」出演：小笠原猛
- 2011年07月　「特歌祭13〜サマーフェスティバル〜」出演：サイキックラバー、石原慎一、山形ユキオ
- 2011年08月　「赤祭9」出演：坂元亮介、宍戸勝、和田圭市、垂水藤太、新堀和男など
- 2011年09月　「ごきげん料理祭2」出演：きただにひろし
- 2011年10月　「反逆祭2」出演：羽村英、土屋圭輔、本橋由香など
- 2011年11月　「特歌祭14〜文化の秋〜」出演：サイキックラバー、NEW JACK 拓郎、高取ヒデアキ
- 2011年12月　「五松祭3」出演：五條真由美、松原剛志
- 2011年12月　「復興年越し祭〜海斗と迎える新年」出演：シージェッター海斗、遠藤正明、高取ヒデアキ、NoB、岩崎貴文、Sister MAYO、高橋秀幸、石原慎一、山形ユキオ、Z旗、うちやえゆか、松原剛志[7]、サイキックラバー[7]、谷本貴義[7]、五條真由美[7]、中川素州、千葉一伸
- 2012年03月　「特歌祭15〜36、始動〜」出演：サイキックラバー、高橋秀幸、大石憲一郎など
- 2012年03月　「次郎祭6」出演：岡元次郎など
- 2012年04月　「石山祭」出演：石原慎一、山形ユキオ
- 2012年04月　「ごきげん料理祭3」出演：きただにひろし
- 2012年06月　「Z旗祭」出演：Z旗
- 2012年07月　「五松祭4」出演：五條真由美、松原剛志
- 2012年07月　「高高米祭」出演：高取ヒデアキ、高橋秀幸、米倉千尋、籠島裕昌
- 2012年08月　「赤祭10〜ザ・ファイナル(シーズン1)」出演：坂元亮介、宍戸勝、新堀和男、和田圭市、垂水藤太、佐藤健太、宮内洋など
- 2012年09月　「913祭2〜復活〜」出演：村上幸平、谷本貴義など
- 2012年10月　「ぼんやり祭」出演：高橋秀幸、うちやえゆか
- 2012年12月　「特歌祭16〜歳末大感謝祭〜」出演：サイキックラバー、NoB、高取ヒデアキ
- 2012年12月　「ごきげん料理祭4」出演：きただにひろし
- 2012年12月　「五松祭5」出演：五條真由美、松原剛志
- 2013年02月　「反逆祭3」出演：和泉宗兵、稲田徹、土屋圭輔、土屋大輔、中川素州、本橋由香、朝倉圭矢、森下雅子ほか[8]
- 2013年03月　「次郎祭7」出演：岡元次郎など
- 2013年03月　「特歌祭17〜荒れる、かも〜」出演：サイキックラバー、高取ヒデアキ、山形ユキオ
- 2013年04月　「挑む・祭1〜岸祐二〜」
- 2013年05月　「ごきげん料理祭5」出演：きただにひろし
- 2013年05月　「五松祭6」出演：五條真由美、松原剛志
- 2013年06月　「Z旗祭2」出演：Z旗、吉田仁美
- 2013年08月　「特歌祭18〜大荒れ！？〜」出演：サイキックラバー、鎌田章吾、高取ヒデアキ、籠島裕昌
- 2013年08月　「赤祭11〜Season2・始動〜」出演：宍戸マサル、和田圭市、垂水藤太、新堀和男、藤敏也、信達谷圭、小川輝晃、東條昭平、純烈、速水けんたろう
- 2013年09月　「913祭3〜10周年記念！！〜」出演：村上幸平、伊藤慎など
- 2013年10月　「石山祭2」出演：石原慎一、山形ユキオ
- 2013年12月　「歌祭外伝・五松祭7」出演：五條真由美、松原剛志
- 2013年12月　「特歌祭19〜荒れ荒れクリスマス〜」出演：サイキックラバー、高橋秀幸、吉田仁美、内田稔
- 2014年02月　「ごきげん料理祭6」出演：きただにひろし
- 2014年02月　「元祖恐竜魂」出演：望月祐多、右門青寿、橋本巧、千葉麗子、佐藤健太、新堀和男、東條昭平
- 2014年03月　「次郎祭8」出演：岡元次郎など
- 2014年04月　「純烈祭」出演：純烈など
- 2014年04月　「悪女祭〜森下雅子登場〜」出演：森下雅子
- 2014年04月　「歌祭外伝・五松祭8」出演：五條真由美、松原剛志
- 2014年05月　「特歌祭20〜祝・成人式！〜」出演：サイキックラバー、高橋秀幸、谷本貴義、池田彩、内田稔 特別ゲスト：伊勢大貴
- 2014年06月　「Z旗祭3」出演：Z旗など
- 2014年08月　「石山祭3」出演：石原慎一、山形ユキオ
- 2014年08月　「特歌祭21〜特ソン、アニソンの夏が来た！〜」出演：サイキックラバー、高橋秀幸、内田稔
- 2014年08月　「赤祭12〜夏は赤！〜」出演：宍戸マサル、和田圭市、垂水藤太、小川輝晃、新堀和男など
- 2014年09月　 913祭4〜「大戦」〜 出演：村上幸平、伊藤慎など
- 2014年10月　「反逆祭4」 出演：羽村英、土屋圭輔、土屋大輔、本橋由香、信達谷圭など
- 2014年12月　「ごきげん料理祭7」出演：きただにひろし
- 2014年12月　「歌祭外伝・五松祭9」出演：五條真由美、松原剛志 スペシャルゲスト：山形ユキオ
- 2015年02月　「特歌祭22〜バトンタッチ〜」出演：サイキックラバー、高橋秀幸、串田アキラ、高取ヒデアキ
- 2015年03月　「次郎祭9〜sweet fifty〜」出演：岡元次郎など
- 2015年05月　「歌祭外伝・五松祭10」出演：五條真由美、松原剛志
- 2015年05月　「師弟祭〜40周年記念〜」出演：倉田保昭、小池達朗、坂本浩一、清水一哉、新上博巳など
- 2015年05月　「特歌祭23〜星雲と大海〜」出演：サイキックラバー、高橋秀幸、MoJo、大西洋平
- 2015年06月　「Z旗祭4」出演：Z旗、鎌田章吾、宮島咲良
- 2015年06月　「石山祭4」出演：石原慎一、山形ユキオ
- 2015年07月　「340祭〜祝・出版〜」出演：酒井一圭、高取ヒデアキ、土屋大輔、土屋圭輔、牧野美千子、宮内タカユキ、うちやえゆか、小川輝晃など
- 2015年07月　「特歌祭24〜師匠と弟子〜」出演：サイキックラバー、高橋秀幸、内田稔、高取ヒデアキ、池田彩
- 2015年08月　「赤祭13〜祝祝祝〜」出演：宍戸マサル、和田圭市、垂水藤太、小川輝晃、新堀和男など
- 2015年09月　「913祭5」出演：村上幸平ほか
- 2015年09月　「340祭2 in大阪」出演：鈴木美潮、高取ヒデアキ、籠島裕昌
- 2015年10月　「還暦祭」出演：新堀和男、大葉健二、春田純一、高橋利道など
- 2015年12月　「特歌祭25〜特歌忘年会〜」出演：サイキックラバー、高橋秀幸、谷本貴義、NoB、内田稔
- 2015年12月　「レジェンドヒーロー90's CD発売記念祭（LH90祭）」出演：宍戸マサル、和田圭市、信達谷圭、土屋圭輔
- 2015年12月　「歌祭外伝・五松祭11〜HAPPY HOLIDAYS〜」出演：五條真由美、松原剛志
- 2015年12月　「ごきげん料理祭8」出演：きただにひろし
- 2016年03月　「次郎祭10〜祝・10回！〜」出演：岡元次郎など
- 2016年04月　「特歌祭26〜動物だ！〜」出演：サイキックラバー ゲスト：山形ユキオ、Salia
- 2016年04月　「還暦祭2〜プラス1〜」出演：新堀和男、大葉健二、春田純一、高橋利道など
- 2016年06月　「ごきげん料理祭9」出演：きただにひろし
- 2016年06月　「Z旗5」出演：Z旗、ほか
- 2016年06月　「歌祭外伝・五松祭12〜雨に唄えば〜」出演：五條真由美、松原剛志
- 2016年07月　「石山祭5〜大人の魅力〜」出演：石原慎一、山形ユキオ
- 2015年10月24日 supported by 340 Presents 「5人そろって同窓会」出演：誠直也、宮内洋、だるま二郎、小牧リサ、伊藤幸雄など

## 340スズキpresents
通称「個人祭」。お祭要素の高い上記イベントと違い、メインゲストを一人に絞ってじっくりトークをする事に重きを置いたイベント。新宿区のネイキッドロフトで開催されている。テレフォンショッキング形式でゲストが決まるシステムを取っている。現在のところ木曜の夜に開かれている。
「歌祭」は「340スズキ♪presents」と表記される。
- 2006年11月　「宍戸祭」出演：宍戸勝
- 2007年02月　「佐藤祭」出演：佐藤健太
- 2007年04月　「朝倉祭」出演：朝倉圭矢
- 2007年05月　「信達谷祭」出演：信達谷圭
- 2007年07月　「れみ祭」出演：成嶋涼
- 2007年09月　「植村祭」出演：植村喜八郎
- 2007年11月　「歌祭1〜串田アキラの巻〜」[9]
- 2007年11月　「筒井祭」出演：筒井巧
- 2008年02月　「歌祭2〜高取ヒデアキの巻〜」[10]
- 2008年05月　「歌祭3〜遠藤正明の巻〜」
- 2008年07月　「歌祭4〜山形ユキオの巻〜」
- 2008年09月　「安藤祭」出演：安藤一人
- 2008年10月　「歌祭5〜宮内タカユキの巻〜」
- 2008年10月　「若松祭」出演：若松俊秀
- 2008年11月　「成瀬祭」出演：成瀬富久
- 2008年12月　「歌祭6〜石原慎一の巻〜」
- 2009年01月　「新堀祭」出演：新堀和男
- 2009年03月　「歌祭7〜MoJoの巻〜」
- 2009年03月　「垂水祭」出演：垂水藤太
- 2009年06月　「歌祭8〜前田達也の巻〜」
- 2009年06月　「石渡祭」出演：石渡康浩
- 2009年09月　「歌祭9〜松原剛志の巻〜」
- 2009年10月　「羽村祭」出演：羽村英
- 2009年11月　「歌祭10〜武村太郎の巻〜」
- 2009年12月　「土屋兄弟祭」出演：土屋大輔、土屋圭輔
- 2010年02月　「河合祭」出演：河合秀
- 2010年02月　「歌祭11〜内田直哉の巻〜」
- 2010年03月　「姫祭」出演：広瀬仁美
- 2010年04月　「歌祭12〜影山ヒロノブの巻〜」
- 2010年05月　「土田祭」出演：土田大
- 2010年05月　「歌祭13〜きただにひろしの巻〜」
- 2010年07月　「小川祭」出演：小川輝晃
- 2010年07月　「歌祭14〜五條真由美の巻〜」
- 2010年09月　「歌祭15〜松本梨香の巻〜」
- 2010年09月　「吉岡祭」出演：吉岡毅志
- 2010年11月　「歌祭16〜米倉千尋の巻〜」
- 2010年11月　「松風祭」出演：松風雅也
- 2010年12月　「歌祭17〜和田光司の巻〜」
- 2011年02月　「金井祭」出演：金井茂
- 2011年02月　「歌祭18〜谷本貴義の巻〜」
- 2011年04月　「和田祭」出演：和田圭市
- 2011年05月　「歌祭19〜YOFFYの巻〜」
- 2011年06月　「大葉祭」出演：大葉健二
- 2011年07月　「歌祭20〜Sister MAYOの巻〜」
- 2011年08月　「渡祭」出演：渡洋史
- 2011年09月　「歌祭21〜NoBの巻〜」
- 2011年10月　「及川祭」出演：及川奈央
- 2011年11月　「歌祭22〜高橋秀幸の巻〜」
- 2011年11月　「中川祭」出演：中川素州
- 2011年12月　「歌祭23〜うちやえゆかの巻〜」
- 2012年02月　「人見祭」出演：人見早苗
- 2012年02月　「歌祭24〜大石憲一郎の巻〜」
- 2012年04月　「野川祭」出演：野川瑞穂
- 2012年05月　「歌祭25〜工藤真由の巻〜」
- 2012年06月　「おぐら祭」出演：おぐらとしひろ
- 2012年07月　「歌祭26〜山野さと子の巻〜」
- 2012年09月　「和田祭」出演：和田三四郎
- 2012年09月　「歌祭27〜たいらいさおの巻〜」
- 2012年11月　「寺井祭」出演：寺井大介
- 2012年12月　「歌祭28〜MIQの巻〜」
- 2013年02月　「中村祭」出演：中村浩二
- 2013年03月　「歌祭29〜石田燿子の巻〜」
- 2013年04月　「伊藤祭」出演：伊藤慎
- 2013年05月　「歌祭30〜美郷あきの巻〜」
- 2013年06月　「秋山祭」出演：秋山智彦
- 2013年07月　「歌祭31〜佐咲紗花の巻〜」
- 2013年08月　「古賀祭」出演：古賀亘
- 2013年10月　「歌祭32〜結城アイラの巻〜」
- 2013年10月　「高槻祭」出演：高槻純
- 2013年11月　「歌祭33〜柿島伸次の巻〜」
- 2013年11月　「内山祭」出演：内山眞人
- 2014年02月　「歌祭34〜近江知永の巻〜」
- 2014年02月　「秋山祭」出演：秋山依里
- 2014年04月　「歌祭35〜中野愛子の巻〜」
- 2014年05月　「藤田祭」出演：藤田玲
- 2014年06月　「歌祭36〜野水いおりの巻〜」
- 2014年07月　「武子祭」出演：武子直輝
- 2014年09月　「歌祭37〜manzoの巻〜」
- 2014年10月　「松本祭」出演：松本博之
- 2014年11月　「歌祭38〜コミネリサの巻〜」
- 2014年11月　「沢井祭」出演：沢井美優
- 2015年02月　「歌祭39〜IMAJOの巻〜」
- 2015年02月　「井上祭」出演：井上正大
- 2015年04月　「歌祭40〜吉田仁美の巻〜
- 2015年04月　「松野井祭」出演：松野井雅
- 2015年06月　「歌祭41〜池田彩の巻」
- 2015年09月　「セイン祭」出演：セイン・カミュ
- 2015年10月　「歌祭42〜鎌田章吾の巻」
- 2015年11月　「藤岡、祭」出演：藤岡弘、
- 2015年11月　「歌祭43〜大西洋平の巻」
- 2016年01月　「LH90's前夜祭」出演：宍戸マサル、和田圭市、信達谷圭、土屋圭輔
- 2016年02月　「中屋敷祭」出演：中屋敷哲也
- 2016年02月　「歌祭44〜岩崎貴文の巻」
- 2016年03月　「歌祭45〜Saliaの巻」
- 2016年04月　「宮内祭」出演：宮内洋
- 2016年06月　「歌祭46〜風雅なおとの巻」
- 2016年06月　「宍戸祭リターンズ」出演：宍戸マサル
- 2016年07月　「帰ってきた土屋兄弟祭」出演：土屋圭輔、土屋大輔

## 出演番組
- イブニングプレス donna（日本テレビ　2003年10月6日 - 2013年12月19日）
- ラジかるッ（日本テレビ　2006年4月 - 2009年3月）
- おもいッきりPON!（日本テレビ　2009年10月6日 - 3月23日）火曜日コメンテーター
- おもいッきりDON!（日本テレビ　2009年10月15日、12月10日）パネリストとしてゲスト出演、リニューアル前にも別のパネリストの代役として出演。
- PON!（日本テレビ　2010年4月1日 - 2013年12月19日）木曜日⇒水曜日コメンテーター
- アニメぱらだいす!（キッズステーション）
- どれどれトーク（日テレG+）
- 鈴木美潮の映画音楽大全集（ラジオ日本）
- 美潮シネマズ（ラジオ日本　2015年4月 - 2017年3月）
- よみラジ（ラジオ日本）

## 著書
- 『ヒーローたちの戦いは報われたか : 昭和特撮文化概論』、集英社クリエイティブ、2015年6月30日、ISBN 9784420310710

## 参考サイト
- 鈴木美潮